# Manafaru
Manafaru is een van de onbewoonde eilanden van het Haa Alif-atol behorende tot de Maldiven.
Het eiland is vrijwel geheel begroeid met bomen.